# フランソワ・マンサール

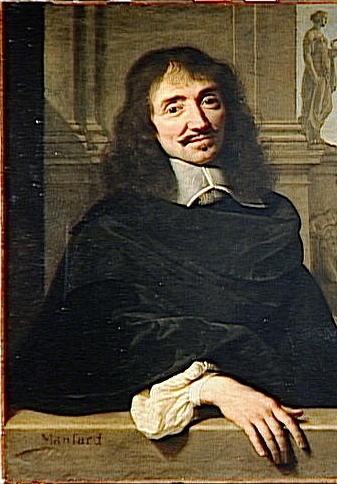
フランソワ・マンサール、フィリップ・ド・シャンパーニュ画

フランソワ・マンサール（François Mansart,1598年1月23日 - 1666年9月23日）は、フランスの建築家。ジュール・アルドゥアン＝マンサールの大叔父。ルイ13世からルイ14世の下で活躍した。フランスのバロック建築の第一人者のうちの一人であり、フランス建築上の重要な屋根の形態の一つであるマンサード屋根を世界的に広めた人物である。

## 作風
マンサールはフランス古典主義を大成した建築家として、フランス建築界に残る人物である。オーダーをルネサンス建築の原理そのままに用いた古典主義の中で高貴さと荘厳さを表現し、ルイ13世の絶対君主制を体現するような建築を作った。彼の習作のすべては、古代の建築をモデルとし、それに近づけるように改良を続けていた。作品の外観は、高い精度と正確さに満ち、一般的な平面の配置において彼より良い構想をした人間はいないと言われるほどである。16世紀の城館建築に比べてスケール感が大きく、それまでの建築にはないダイナミックな空間を生み出した。
しかし当時の人々は、彼の作品がフランソワ1世時代の優雅さや上品さといった特性から完全に遠ざかり、作品に雄大さを与えるために高貴さと威厳を誇張しすぎているとして非難した。これらの激しい非難にもかかわらず、彼は自分自身のスタイルに関するこだわりをなくすことはなかった。また、彼は自らの才能に対しても謙虚な姿勢で、専門家に高く評価されても、奢ることはなく、常に最高の様式美への追求を続けていた。しかし、彼の高評価を得た様々な作品は現在ほぼ失われてしまい、彼の名前は碑版か、もしくはシャルル・ペローの作品でしか主に知ることはできない。今日では、ヴァル・ド・グラース教会堂の外観などから、彼の才能を垣間見ることができる。
さらに、彼の重要な作品であるブロワ城においては、中央のパビリオンにある1階の扉口、2階のペディメント、そして3階上にある屋根の3段階でそれぞれ正三角形の構図となっていることがわかる。これは、彼特有の構成であり、マンサールの三段構成と言われている。この幾何学的な図形を用いた構成からも、彼の古典主義思想を見ることができる。
また彼の重要な功績として、マンサード屋根を多用し、世界に広めたということが挙げられる。名前の面から、この様式を作ったのがマンサール自身であると思われがちだが、実際には16世紀にもピエール・レスコーの作品などにも見られるため、彼自身が作ったというわけではなく、単に広めた人間であると言えよう。その後、ジョルジュ・オスマンによるパリ改造が行われた際にも、フランス建築の屋根の統一モデルとして利用されるなど、フランスの建築には欠かせないものであり、極めて重要な功績である。

## 手がけた建築
- バルロイ城
- ベルニー城
- マレ寺院
- ブロワ城　ガストン・ドルレアン棟
- メゾンの城館
- ゲネゴー館
- カルナヴァレ博物館
- ヴァル・ド・グラース教会堂